# Tiers parti
Un tiers parti désigne un parti ou groupement politique, qui se présente comme une alternative à l'antagonisme des deux principaux partis, des systèmes démocratiques politiques bipartisans. Les tiers partis cherchent à outrepasser le clivage politique, traditionnellement entre droite et gauche, qui domine les débats démocratiques.

## Exemples historiques

### États-Unis
Aux États-Unis, le terme de third party désigne un parti politique alternatif aux partis républicain et démocrate. Souvent, appelés independent candidates, ce sont toujours les candidats de parti tiers qui occupe les troisièmes places des élections présidentielles. 
Parmi les exemples de third parties :
- le Parti libertarien (Libertarian Party) : l'un des principaux tiers partis américains. Fondé en 1971, il prône la limitation de l'intervention étatique à ses fonctions régaliennes ;
- le Parti vert des États-Unis (Green Party of the United States) : une coalition politique à l'échelle fédérale des partis politiques écologistes de chaque État américain. La candidate Jill Stein représente le Parti vert lors des élections présidentielles de 2012 et 2016, obtenant la quatrième place à chacun des scrutins ;
- le Parti antimaçonnique (Anti-Masonic Party) : fondé en 1828, le parti lutte contre l'influence de la franc-maçonnerie au sein de la politique américaine. Il est notamment représenté par William Wirt lors de l'élection présidentielle de 1832, réunissant près de 8% du vote populaire.

### France
Dans l'histoire de France, l'expression « tiers parti » recouvre plusieurs périodes :
- à l'époque des guerres de religion, le parti des « Malcontents » pendant la cinquième guerre civile (1574-1576), celui des « Politiques » ou encore la faction catholique à la fois opposée à Henri IV et à la Ligue entre 1590 et 1593.

- Sous la monarchie de Juillet, le tiers parti d'André Dupin occupe une position charnière entre les deux autres partis orléanistes, celui de la Résistance et celui du Mouvement (voir l'article Partis politiques sous la monarchie de Juillet).

- Sous le Second Empire, le tiers parti regroupe les républicains modérés qui se distinguent des républicains radicaux par leur refus d'une opposition systématique à Napoléon III.

- Sous la Cinquième République, le parti En Marche se veut, au moins au début, un mouvement qui dépasse le clivage entre droite et gauche[1].